# La Sisquella
|  | Per a altres significats, vegeu «Fortalesa de la Sisquella». |

La Sisquella és un poble de 6 habitants pertanyent al municipi de Ribera d'Ondara (Segarra). Està situat a la part de ponent del terme municipal, a l'esquerra del Torrent Salat.
Es va crear al llarg del segle XVI com a petit nucli prop del Mas de Nuix. Pertanyia a la jurisdicció dels Arquells, però els Nuix de Cervera hi tenien dominis senyorials, i el 1480 hi fundaren el mas que porta el seu nom, amb una gran casa de tipus senyorial. Vers el 1586 els seus habitants hi construïren la capella de la Mare de Déu de les Neus o de la Salut, a la qual el bisbe Joan de Cardona va traslladar els drets i les obligacions parroquials de l'antiga parròquia de Montpaó. És sufragània de la parròquia de Sant Pere dels Arquells.
A mitjans del segle xix es va integrar a l'antic municipi de Sant Pere dels Arquells.